# バーゼル・フェア

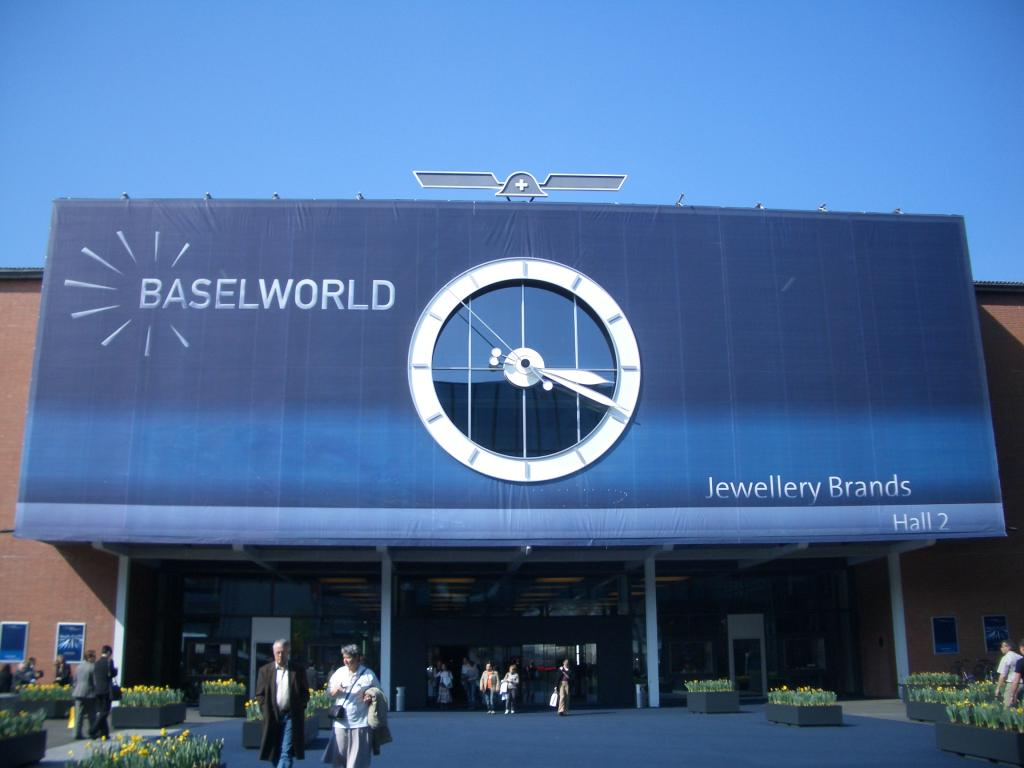
2005年に開催されたバーゼル・フェアのエントランス。大時計がシンボルとなっている

バーゼル・フェア (BASELWORLD、バーゼルワールド) は、MCHグループの子会社であるMCHスイス エキシビション（MCM SWISS EXHIBITION）が主催し、スイス・バーゼルにて毎年3月、4月頃に1週間かけて行われていた世界最大の宝飾と時計の見本市。このような形式になったのは1972年である。2020年にロレックスやLVMH モエ・ヘネシー・ルイ・ヴィトン傘下の各ブランドなどが高額な出展料やラグジュアリービジネスの場にふさわしくないホスピタリティーへの不満から出展を見送り、事実上終了した。2022年から（オンラインでは2020年から）ジュネーブサロンの後継としてウォッチズ＆ワンダーズ ジュネーブが開催されており、本展に出展していたロレックス・LVMHグループ・グランドセイコーなどはそちらで新作を発表・展示している。

## 歴史
商談メインではあるが、一般客も60スイス・フランのパスを購入すれば見学できる。2007年以後は関係者・一般者を合わせて10万人以上が来場している。
会場であるバーゼル・メッセ内部の飲食設備はお世辞にも立派とは言えず、ホットドッグをエスカレーター横のベンチで食べる人々の姿が風物詩となっていた（飲食設備は年々改善が図られてはいる）。
会場の1階が高級ブランド、2階は普及ブランドという風に分かれてはいるものの、会場中にホットドッグの匂いが充満しているという状況にカルティエを中心とする高級時計メーカーグループ（現在のリシュモングループ）が「ソーセージを食べながら高級品の商談が出来るか」と、1991年にバーゼル・フェアから独立、ジュネーヴで国際高級時計サロン（SIHH、通称ジュネーブサロン）を開催するという状態に至る。
出展参加費用は2階にショーケース2つ設置で100万円程度、1階のメイン会場となれば数億円はかかるとみられる。なお、SIHHでショーケース2つ分ブースを借りると2000万円程度である。
1990年代の時計業界再編の波で、結構な数の有名高級ブランドがジュネーブ・サロンへ移動し苦戦していると当時日本の時計ジャーナリズムでは伝えられたが、入場者数に目立った減少はなく、むしろ2007年に入場者10万人を突破してからは、入場者記録を更新し続けている。
その原因としては、元来バーゼルを重視してこなかったSMH（現スウォッチ）グループがフェアに新製品発表の場所を移したこと、ジュネーブサロンでの非リシュモングループの会社（中小高級時計ブランド）へのお世辞にも良いとはいえなかった待遇、21世紀に入ってからの世界的な機械式時計市場の活況によるお祭りムードの盛り上がりなどが挙げられる（ただし、アラン・シルベスタインのように商業主義化を嫌って離脱したメーカーも一部にはある）。
ただし、時計価格全体の高騰、有力な顧客だった中国マーケットの停滞などの事情からジュネーブ・サロンも近年は態度を軟化させており、ウルベルク、リシャール・ミルなどの新規高級時計メーカー・独立時計師の参加を認めたばかりか、2017年には最終日のみながら事前登録した一般客の有料での入場（70スイス・フラン）を認めるに至った。ソーウィンドグループは2013年度からバーゼルへと発表の場を移したものの、2017年にジラール・ペルゴがジュネーブに復帰している。ケリンググループからもユリス・ナルダンが同年ジュネーブへ復帰した。2018年にはエルメスがジュネーブへ移行した。
2012年から2013年にかけて会場であるバーゼル・メッセの改装が行われ、ブースが拡張された。2013年の入場者は12万2000人に達した。
しかし、出店料の高騰が響いて出店メーカーの減少、さらに入場者の減少が続き、2018年には出店メーカーは全盛期の半分以下の約650にまで激減した。同年、スウォッチグループは出店料の高騰、バーゼル・フェアの重要性が薄れたことなどを理由にバーゼル・フェアからの離脱を発表した。これにより、主催者のMHグループはCEOの解任、出店料の減額などの対策を打ち出しているが効果は未知数とされた。
2020年のバーゼル・フェアは、SIHHと同時期開催になる予定であり、SIHHはジュネーブで4月26日から4月29日に開催され、バーゼル・フェアはその直後にバーゼルで4月30日から5月5日まで開催される予定であった。実現すれば1991年にSIHHがバーゼル・フェアから離脱して以来29年ぶりの同時期開催となるはずだったが、新型コロナウイルスの影響により中止となった。